# 台湾黄芩
台湾黄芩（学名：Scutellaria taiwanensis）为唇形科黄芩属下的一个种。

## 扩展阅读
- 維基物種上的相關：台湾黄芩